# Cilimus (plaats)
Cilimus is een onderdistrict in het regentschap Kuningan van de provincie West-Java, Indonesië. Cilimus telt 7375 inwoners (volkstelling 2010).